# الجمعية اليومانية للرعاية والإسعافات الأولية
الجمعية اليومانية للرعاية والإسعافات الأولية (الجمعية المَلَكية التطوعية التابعة للأميرة) هي جمعية خيرية بريطانية مستقلة جميع أعضائها من الإناث، تم إنشاؤها عام 1907 ونشطت في مجال التمريض والاستخبارات أثناء الحربين العالميتين. على الرغم من أن أفرادها يرتدون الزي العسكري، إلا أنهم ليسوا جزءًا من الجيش النظامي أو الاحتياطي.

## تشكيلها
تشكلت تحت مسمى الجمعية اليومانية للرعاية والإسعافات الأولية عام 1907 كوسيلة إسعاف أولي تربط بين المستشفيات الميدانية والخطوط الأمامية، وحصلت على لقب «يومانية» لامتطاء جميع أعضائها ظهور الخيل في البداية. على عكس المنظمات التمريضية، قامت الجمعية اليومانية للرعاية والإسعافات الأولية بإنقاذ الجرحى وتقدم الإسعافات الأولية، على طريقة مشابهة للطبيب القتالي الحديث. شعر مؤسسهم، الرقيب الأول، والنقيب لاحقًا، إدوارد بيكر، وهو من قدامى المحاربين في حملة السودان وحرب البوير الثانية، أن راكبًا واحدًا يمكنه الوصول إلى جندي مصاب أسرع من سيارة إسعاف تجرها الخيول. تم تدريب كل امرأة على حركات الفرسان في الإشارة والحفر بالإضافة إلى الإسعافات الأولية. كان الزي الأصلي عبارة عن سترة قرمزية ذات لون أبيض، وتنورة ركوب بلون أزرق داكن مع ثلاثة صفوف من الزركشات البيض في أسفلها وقبعة قرمزية صلبة مشدّبة مقدمتها من الجلد أسود اللون. في عام 1912، تم تغيير الزي الرسمي إلى سترة الكاكي، وتنورة الكاكي، ثم في وقت لاحق قبعة ناعمة من الكاكي.
من بين قادة الجمعية اليومانية للرعاية والإسعافات الأولية غريس ماكدوغال وليليان فرانكلين.

## الحرب العالمية الأولى
خلال الحرب العالمية الأولى، وصل الملازمان ماكدوغال وفرانكلين إلى كاليه في 27 أكتوبر 1914، لكنهما قادتا سيارات الإسعاف بدلاً من الخيول. لم يرغب الجيش البريطاني في القيام بأي شيء معهما، لذا فقد قادتا سيارات الإسعاف وقامتا بإدارة المستشفيات ومحطات إخلاء المصابين في الجيشين البلجيكي والفرنسي. بحلول الهدنة مع ألمانيا، تم منحهما العديد من أوسمة الشجاعة، بما في ذلك 17 ميدالية عسكرية، ووسام جوقة الشرف الفرنسي و27 وسام صليب حرب الفرنسي. كتبت ماكدوغال رواية مجهولة المصدر في عام 1917 عن تجاربها بعنوان «مغامرات التمريض: الجمعية اليومانية للرعاية والإسعافات الأولية في فرنسا»، وتمت إعادة صياغة هذا العنوان إلى «ممرضة في الحرب: مغامرات التمريض في فرنسا لأمريكا».

## الحرب العالمية الثانية
في سبتمبر 1938، طُلِب من الجمعية المَلَكية التطوعية التابعة للأميرة أن تشكل الشركات الأولية لسائقي السيارات التابعة للخدمة الإقليمية المساعدة، والتي تسمى خدمة النقل النسائية.
جزء صغير من الجمعية المَلَكية التطوعية التابعة للأميرة –الذي كان سريًا للغاية في ذلك الوقت وأصبح شهيرًا فيما بعد– خدم كوحدة رئيسية لكثير من النساء اللاتي اضطلعن بأعمال تجسس لحساب منظمة تنفيذ العمليات الخاصة. تم تدريب المجندات في واحد من أربعة مجالات: النقل الحركي، التلغراف اللاسلكي، الرموز أو التدريب العام. وقد عملن على الترميز والإشارات، حيث قمن بدور توصيل العملاء وتوفير الدعم الإداري والتقني لمدارس التدريب الخاصة. كان عملهن سريًا للغاية وغالبًا ما كان يتطلب مهارةً عالية. عمل الأعضاء في العديد من ساحات الحرب، بما في ذلك شمال إفريقيا وإيطاليا والهند والشرق الأقصى. أرسلت 39 من أصل 50 امرأة إلى فرنسا من قبل منظمة تنفيذ العمليات الخاصة كُنّ من المنتميات إلى الجمعية المَلَكية التطوعية التابعة للأميرة وتم أسر وقتل 13 منهم على يد الجستابو. وقد منحن العديد من الأوسمة، من المملكة المتحدة ودول أخرى، لخدمتهن وشجاعتهن المتميزة. من بين هذه، تم منح أربعة من أعلى الأوسمة في المملكة المتحدة (صليب جورج) لأوديت هالويز (التي كانت مسجونة ومعذبة، لكنها نجت من الحرب)، وإلى فيوليت زابو ونور عنايات خان (كلاهما لقيا حتفهما في الأسر وتم تقليدهما الوسم بعد وفاتهما). وشملت الجوائز نانسي ويك ميدالية جورج.
في أماكن أخرى في الخارج، خدمت عميلات الجمعية المَلَكية التطوعية التابعة للأميرة الحكومة الفنلندية؛ تم إرفاق قسم بالجيش البولندي. وتم إنشاء قسم كيني، شُكِّل في عام 1935، جعله مكتب الحرب وحدة شرق إفريقيا الرسمية في أغسطس 1941، وكان نشطًا للغاية أثناء الحرب. أخذ هذا القسم النساء من جميع أنحاء النصف الجنوبي من أفريقيا.

## بعد الحرب
تقدم الجمعية اليوم فرق استجابة لدعم السلطات المدنية والعسكرية في لندن في الأحداث المهمة أو في حالة حصول حادث كبير، بالإضافة إلى تقديم المساعدة على نطاق المملكة المتحدة لأدوار التخطيط والتمارين المدنية والعسكرية. وهو مفتوح للمتطوعين الذين تتراوح أعمارهم بين 18 و45 عامًا والذين يقيمون أو يعملون بالقرب من لندن، داخل الطريق M25. يتم تدريب أعضاء السلك على الاتصالات اللاسلكية، ومهارات الإسعافات الأولية، وقراءة الخريطة، والملاحة، والتوجيه، وإطلاق النار، والدفاع عن النفس، وتقنيات البقاء على قيد الحياة، والقيادة المتقدمة وتنظيم مكاتب توثيق الإصابات. يشبه لباسهم في العمل لباس الجيش البريطاني الحديث؛ في المناسبات الرسمية يرتدون الزي الرسمي المماثل للباس الخدمة العسكرية البريطانية. لديهم أيضا نظام الرتبة الخاص بهم.
تم إعادة تسمية لجمعية اليومانية للرعاية والإسعافات الأولية رسميًا باسم الجمعية المَلَكية التطوعية التابعة للأميرة في عام 1999، بعد أن حصلوا على إذن من الأميرة آن، لاستخدام لقبها. للاسم الأصلي شهرة أكبر ومعرفة أوسع حتى في المنشورات الرسمية وعلى موقع الجمعية على الإنترنت.